# 4260 Yanai
4260 Yanai је астероид главног астероидног појаса чија средња удаљеност од Сунца износи 2,843 астрономских јединица (АЈ).
Апсолутна магнитуда астероида је 12,2.